# 須永珠代
須永 珠代（すなが たまよ、1973年6月22日 - ）は、日本の実業家。トラストバンク創業者、代表取締役。伊勢崎市教育アンバサダー。

## 経歴
1973年(昭和48年) 6月22日、群馬県伊勢崎市（旧佐波郡東村）出身。伊勢崎市立あずま南小学校を卒業、あずま中学校を卒業。大学を卒業後、塾講師・自動車ディーラー・ITベンチャーに勤務。ウェブデザイナー・コンサルタント。2012年4月2日、トラストバンクを設立。9月、全国初のふるさと納税総合サイト「ふるさとチョイス」を開設。2015年12月7日、日経ウーマン『ウーマン・オブ・ザ・イヤー』2016 大賞を受賞。2018年11月30日、チェンジの子会社となる。2019年9月19日、国内初の電力を寄附できる新サービス「えねちょ」を発表。10月2日、『ガバメントクラウドファンディング(R)』で「2019年度グッドデザイン賞」を受賞。2020年1月1日、会長兼ファウンダーに就任
。

## 受賞
- 2015年12月7日、日経WOMAN『ウーマン・オブ・ザ・イヤー2016』大賞を受賞。

## 出演番組
- 日経スペシャル カンブリア宮殿 "ふるさと納税"ブームの仕掛人が登場！ 地方創生を図るITベンチャーの戦略と展望（2017年6月29日、テレビ東京）[23][24]

## 著書
- 『1000億円のブームを生んだ 考えぬく力 』（2016年5月20日、日経BP）ISBN 978-4822238230
- 『ふるさと納税はじめてガイド 「ふるさとチョイス」創設者がわかりやすく語る』Kindle版 (2014年10月6日、インプレス)